# Zhang Liyin
Zhang Liyin (28 de fevereiro de 1989), mais conhecida na Coreia do Sul como Jang Ri-in, é uma cantora solo chinesa ativa na China e Coreia do Sul. Artista de muita publicidade, Zhang foi apelidada de "BoA Chinesa" e a próxima líder da onda coreana. Ela fala mandarim, que é a seu primeiro idioma, e moderado coreano, e lançou singles na Coreia e China, cantando em ambos idiomas.
Zhang lançou apenas um álbum de estúdio desde a sua estreia em 2006, mas seus singles alcançaram boas posições nas paradas musicais, como "Timeless", que ficou em 1º lugar, bem como "I Will". Ela é também o primeiro artista estrangeiro a conquistar o prêmio de Melhor Novo Artista Solo no Mnet Asian Music Awards. Seu primeiro álbum, I Will vendeu cerca de 260.000 cópias desde o seu lançamento em março de 2008.

## Discografia

### Álbuns
- 2008: I Will

### Singles
- 2006: "Timeless"
- 2009: "Moving On"
- 2014: "Agape"
- 2014: "Not Alone"